# Championnats d'Océanie
Les championnats d'Océanie sont des compétitions sportives qui déterminent le meilleur sportif ou la meilleure équipe sportive d'Océanie dans leur catégorie. Ils ont lieu à des intervalles différents en fonction des sports. 
Pour certains sports, le continent océanien est intégré aux Championnats d'Asie.

## Compétitions sportives
- Championnats d'Océanie d'athlétisme
- Championnats d'Océanie de badminton
- Championnat d'Océanie de baseball
- Championnat d'Océanie de basket-ball masculin et Championnat d'Océanie de basket-ball féminin
- Championnats d'Océanie de boxe amateur
- Championnats d'Océanie de cyclisme
- Championnats d'Océanie d'escalade
- Championnat d'Océanie de football
- Championnat d'Océanie de football des moins de 20 ans
- Championnat d'Océanie de football de plage
- Championnat d'Océanie de futsal
- Championnats d'Océanie d'haltérophilie
- Championnat d'Océanie de handball masculin et féminin
- Championnat d'Océanie de hockey sur gazon
- Championnats d'Océanie de judo
- Championnats d'Océanie de karaté
- Championnats d'Océanie de lutte
- Championnats d'Océanie de natation
- Championnats d'Océanie de taekwondo
- Championnats d'Océanie de tennis de table
- Championnats d'Océanie de tir
- Championnats d'Océanie de tir à l'arc
- Championnats d'Océanie de triathlon